# Алимос
Алимос (на гръцки: Άλιμος) е град в Гърция. Населението му е 41 720 жители (по данни от 2011 г.). Част е от Атинския метрополен район. Намира се в часова зона UTC+2. Пощенският му код е 174 xx, телефонния е 210, а МПС кода е Z.